# 董氏基金會
財團法人董氏基金會（英語：John Tung Foundation），簡稱董氏，是台灣一個非營利的民間機構，1984年5月19日由董之英與嚴道成立，宗旨為「促進國民身心健康，預防保健重於治療」。致力推動菸害防治、食品營養、心理衛生等工作。
1993年，漫畫家朱德庸以林則徐為藍本創造男性角色「徐則林」，之後另外創造女性角色「徐則琳」，作為行政院衛生署、董氏基金會拒菸公益廣告的雙代言人。

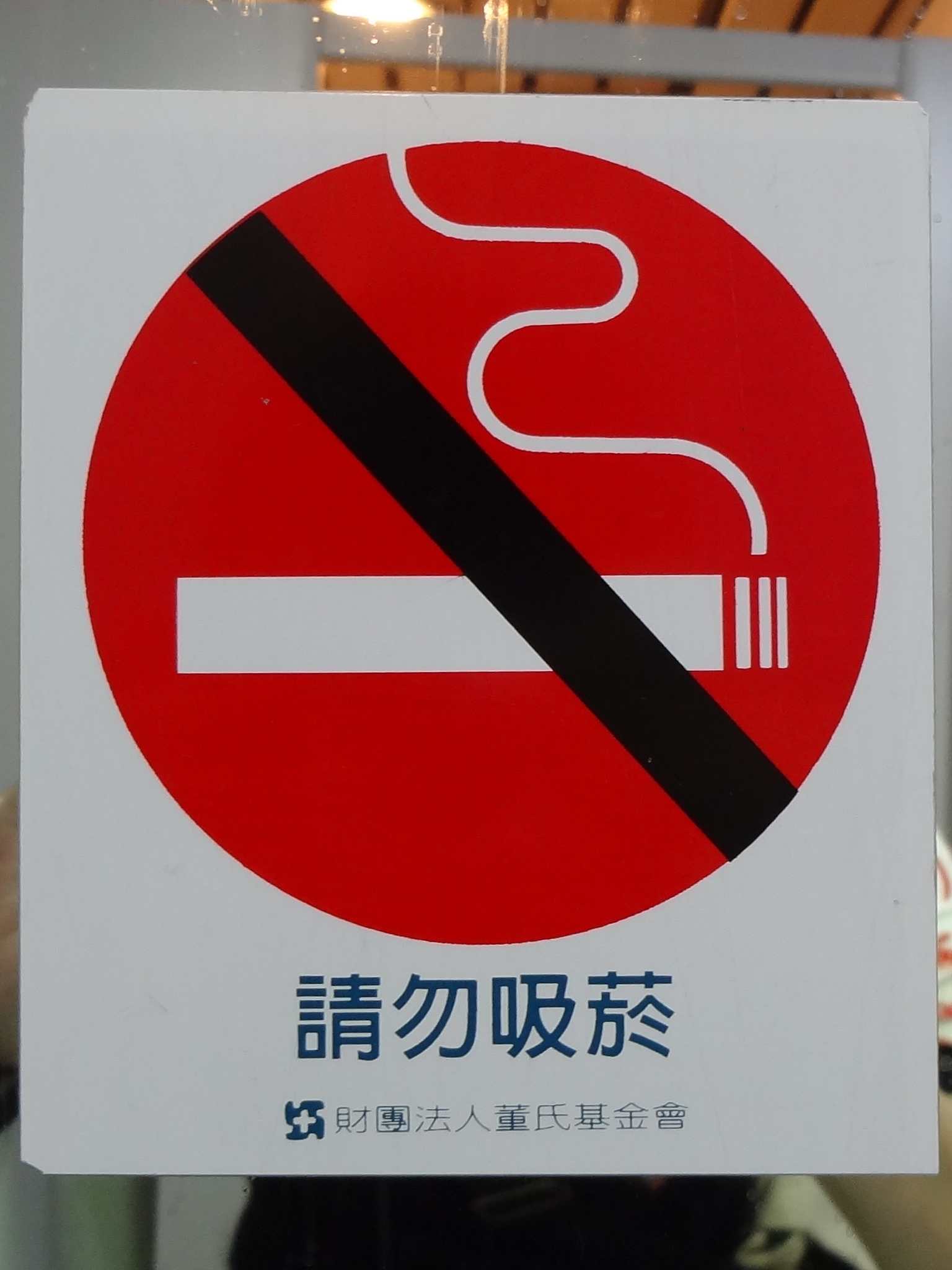
董氏基金會禁菸標誌

## 組織
- 董事會（第十四屆）：(2024.11.18台北地院公告)

董事長：張博雅（兼常務董事）
執行長：姚思遠（兼常務董事）
常務董事：陳淑麗、邱弘毅、郭斐然
董事：方淑華、吳佑佑、呂廷璋、林恒志、郭家芬、陳敏隆、賴德仁、薛光傑
- 大家健康雜誌

葉雅馨總編輯
- 食品營養中心

許惠玉主任
- 菸害防制中心

林清麗主任
- 心理衛生中心

葉雅馨主任

## 爭議
- 有民團質疑董氏基金會涉及圖利藥廠，並要求公布其捐款來源。[1]
- 董氏基金會呼籲全面禁止新型菸品（電子煙、加熱菸）及嚴管傳統紙菸，被部分輿論認為其立場不一致。[2]

## 外部連結
- 董氏基金會 （页面存档备份，存于）
- 華文戒菸網（董氏基金會菸害防制中心） （页面存档备份，存于）
- 食品營養中心（董氏基金會食品營養中心） （页面存档备份，存于）
- 董氏基金會 食品營養中心 Instagram
- 華文心理健康網（董氏基金會心理衛生中心） （页面存档备份，存于）
- 董氏基金會 菸害防制中心的Facebook專頁
- 董氏基金會 食品營養中心的Facebook專頁
- 董氏基金會 心理衛生中心的Facebook專頁
- 董氏基金會 心理衛生中心 Youtube （页面存档备份，存于）
- 董氏基金會 心理衛生中心 Instagram
- 董氏基金會 心理衛生中心 Tiktok （页面存档备份，存于）